# Sam Lenarduzzi
Silvano Lenarduzzi, detto Sam (Udine, 19 dicembre 1948), è un ex calciatore italiano naturalizzato canadese, di ruolo difensore.

## Biografia
Nato a Udine, in Italia, si trasferì in giovane età in Canada con la famiglia. Anche i fratelli Giovanni, Danny e Bob furono calciatori, e con gli ultimi due militò insieme nella franchigia NASL dei Vancouver Whitecaps.
Lasciato il calcio giocato, divenne un dirigente dei Whitecaps per il settore giovanile. Nel 2000 è stato inserito nella Canadian Soccer Hall of Fame.

## Carriera

### Club
Dal 1969 al 1973 giocò nel campionato dilettantistico organizzato dalla Pacific Coast Soccer League con vari sodalizi di Vancouver.
Nel 1974 passa al professionismo, venendo ingaggiato, insieme al fratello Bob, dai neonati Vancouver Whitecaps, franchigia della NASL, voluto dall'osservatore Harry Christie e dall'allenatore James Easton. Con i Whitecaps nella stagione d'esordio ottenne il quarto ed ultimo posto della Western Division della North American Soccer League 1974. Lenarduzzi capitanò la squadra nella gara di esordio del 5 maggio 1974, contro i californiani del S.J. Earthquakes. Militò nei Whitecaps sino alla stagione 1978, ottenendo come miglior piazzamento il raggiungimento dei quarti di finale playoff proprio in quell'annata.
Nel 1979 passa all'altra formazione canadese della NASL, i Toronto Blizzard, giocandovi sino al 1982, ottenendo come miglior piazzamento il raggiungimento dei quarti di finale nella North American Soccer League 1982.
Nel 1983 torna ai Whitecaps, venendo però impiegato solo nelle riserve.

### Nazionale
Lenarduzzi ha giocato dodici incontri con la nazionale olimpica di calcio del Canada e con cui partecipa ai VI Giochi panamericani, oltre che disputare le qualificazioni ai Giochi della XX Olimpiade.
Ha giocato inoltre nella nazionale di calcio del Canada ventisette incontri tra il 1968 ed il 1980.

## Statistiche

### Cronologia presenze e reti in nazionale
| Cronologia completa delle presenze e delle reti in nazionale ― Canada | Cronologia completa delle presenze e delle reti in nazionale ― Canada | Cronologia completa delle presenze e delle reti in nazionale ― Canada | Cronologia completa delle presenze e delle reti in nazionale ― Canada | Cronologia completa delle presenze e delle reti in nazionale ― Canada | Cronologia completa delle presenze e delle reti in nazionale ― Canada | Cronologia completa delle presenze e delle reti in nazionale ― Canada | Cronologia completa delle presenze e delle reti in nazionale ― Canada |
| Data                                                                  | Città                                                                 | In casa                                                               | Risultato                                                             | Ospiti                                                                | Competizione                                                          | Reti                                                                  | Note                                                                  |
| --------------------------------------------------------------------- | --------------------------------------------------------------------- | --------------------------------------------------------------------- | --------------------------------------------------------------------- | --------------------------------------------------------------------- | --------------------------------------------------------------------- | --------------------------------------------------------------------- | --------------------------------------------------------------------- |
| 06-10-1968                                                            | Toronto                                                               | Canada                                                                | 4 – 0                                                                 | Bermuda                                                               | Qual. Mondiali 1970                                                   | -                                                                     |                                                                       |
| 17-10-1968                                                            | Toronto                                                               | Canada                                                                | 4 – 2                                                                 | Stati Uniti                                                           | Qual. Mondiali 1970                                                   | -                                                                     |                                                                       |
| 20-10-1968                                                            | Devonshire                                                            | Bermuda                                                               | 0 – 0                                                                 | Canada                                                                | Qual. Mondiali 1970                                                   | -                                                                     |                                                                       |
| 27-10-1968                                                            | Atlanta                                                               | Stati Uniti                                                           | 1 – 0                                                                 | Canada                                                                | Qual. Mondiali 1970                                                   | -                                                                     |                                                                       |
| 20-08-1972                                                            | Saint John's                                                          | Canada                                                                | 3 – 2                                                                 | Stati Uniti                                                           | Qual. Mondiali 1974                                                   | -                                                                     |                                                                       |
| 24-08-1972                                                            | Toronto                                                               | Canada                                                                | 0 – 1                                                                 | Messico                                                               | Qual. Mondiali 1974                                                   | -                                                                     |                                                                       |
| 29-08-1972                                                            | Baltimora                                                             | Stati Uniti                                                           | 2 – 2                                                                 | Canada                                                                | Qual. Mondiali 1974                                                   | -                                                                     |                                                                       |
| 05-09-1972                                                            | Città del Messico                                                     | Messico                                                               | 2 – 1                                                                 | Canada                                                                | Qual. Mondiali 1974                                                   | -                                                                     |                                                                       |
| 01-08-1973                                                            | Toronto                                                               | Canada                                                                | 1 – 3                                                                 | Polonia                                                               | Amichevole                                                            | -                                                                     |                                                                       |
| 05-08-1973                                                            | Windsor                                                               | Canada                                                                | 0 – 2                                                                 | Stati Uniti                                                           | Amichevole                                                            | -                                                                     |                                                                       |
| 10-11-1973                                                            | Port-au-Prince                                                        | Haiti                                                                 | 5 – 1                                                                 | Canada                                                                | Amichevole                                                            | -                                                                     |                                                                       |
| 12-11-1973                                                            | Port-au-Prince                                                        | Haiti                                                                 | 0 – 1                                                                 | Canada                                                                | Amichevole                                                            | -                                                                     |                                                                       |
| 12-04-1974                                                            | Hamilton                                                              | Bermuda                                                               | 0 – 0                                                                 | Canada                                                                | Amichevole                                                            | -                                                                     |                                                                       |
| 09-10-1974                                                            | Francoforte sull'Oder                                                 | Germania Est                                                          | 2 – 0                                                                 | Canada                                                                | Amichevole                                                            | -                                                                     |                                                                       |
| 13-10-1974                                                            | Varsavia                                                              | Polonia                                                               | 2 – 0                                                                 | Canada                                                                | Amichevole                                                            | -                                                                     |                                                                       |
| 05-01-1975                                                            | L'Avana                                                               | Cuba                                                                  | 0 – 4                                                                 | Canada                                                                | Amichevole                                                            | -                                                                     |                                                                       |
| 10-10-1976                                                            | Vancouver                                                             | Canada                                                                | 1 – 0                                                                 | Messico                                                               | Qual. Mondiali 1978                                                   | -                                                                     |                                                                       |
| 20-10-1976                                                            | Seattle                                                               | Stati Uniti                                                           | 2 – 0                                                                 | Canada                                                                | Qual. Mondiali 1978                                                   | -                                                                     |                                                                       |
| 27-10-1976                                                            | Toluca                                                                | Messico                                                               | 0 – 0                                                                 | Canada                                                                | Qual. Mondiali 1978                                                   | -                                                                     |                                                                       |
| 22-12-1976                                                            | Port-au-Prince                                                        | Canada                                                                | 3 – 0                                                                 | Stati Uniti                                                           | Qual. Mondiali 1978                                                   | -                                                                     |                                                                       |
| 11-09-1977                                                            | Port of Spain                                                         | Trinidad e Tobago                                                     | 1 – 1                                                                 | Canada                                                                | Amichevole                                                            | -                                                                     |                                                                       |
| 08-10-1977                                                            | Monterrey                                                             | Messico                                                               | 2 – 1                                                                 | Canada                                                                | Qual. Mondiali 1978                                                   | -                                                                     |                                                                       |
| 12-10-1977                                                            | Città del Messico                                                     | Suriname                                                              | 1 – 2                                                                 | Canada                                                                | Qual. Mondiali 1978                                                   | -                                                                     |                                                                       |
| 16-10-1977                                                            | Città del Messico                                                     | Guatemala                                                             | 1 – 2                                                                 | Canada                                                                | Qual. Mondiali 1978                                                   | -                                                                     |                                                                       |
| 20-10-1977                                                            | Monterrey                                                             | Haiti                                                                 | 1 – 1                                                                 | Canada                                                                | Qual. Mondiali 1978                                                   | -                                                                     |                                                                       |
| 22-10-1977                                                            | Monterrey                                                             | Messico                                                               | 3 – 1                                                                 | Canada                                                                | Qual. Mondiali 1978                                                   | -                                                                     |                                                                       |
| 15-09-1980                                                            | Vancouver                                                             | Canada                                                                | 4 – 0                                                                 | Nuova Zelanda                                                         | Amichevole                                                            | -                                                                     |                                                                       |
| Totale                                                                |                                                                       | Presenze                                                              | 27                                                                    |                                                                       | Reti                                                                  | 0                                                                     |                                                                       |